# Os Penetras 2 – Quem Dá Mais?
Os Penetras 2 – Quem Dá Mais? é a sequência do filme de comédia brasileiro Os Penetras, dirigido novamente por Andrucha Waddington, e estrelado por Eduardo Sterblitch, Marcelo Adnet e Mariana Ximenes. Foi produzido pela Conspiração Filmes e Globo Filmes, lançando no dia 19 de janeiro de 2017 e distribuído pela Universal Pictures.

## Enredo
Internado em uma clínica psiquiátrica, Beto (Eduardo Sterblitch) está desolado por ter sido enganado por Marco (Marcelo Adnet), o malandro que considerava seu amigo. Até que um dia ele recebe uma notícia que muda os rumos da sua vida e de seus parceiros, Laura (Mariana Ximenes) e Nelson (Stepan Nercessian). Logo depois, os três conhecem o milionário Santiago (Danton Mello) e o mafioso russo Oleg (Mikhail Bronnikov).

## Recepção da Crítica
Rodrigo Fonseca, do jornal O Estado de São Paulo disse: "Os Penetras 2 – Quem Dá Mais" [...] vai além da gargalhada, em seu esforço de reviver a tradição de filmes sobre malandragem, e faz uma correção histórica de visibilidade – e de prestígio – ao devolver o devido destaque a um dos mais carismáticos atores do país: Stepan Nercessian.  Camila Sousa, do portal Omelete, classificou o filme com uma estrela.  Já o AdoroCinema classificou o filme com duas estrelas.

## Elenco
- Eduardo Sterblitch como Beto
- Marcelo Adnet como Marco Polo
- Mariana Ximenes como Laura
- Stephan Nercessian como Nelson
- Danton Mello como Santiago
- Elena Sopova como Svetlana
- Laila Zaid como Maria Pincel
- Mikhail Bronnikov como Oleg
- Stenio Garcia como Adão
- Whindersson Nunes como ele mesmo
- Maju Trindade como ela mesma
- PC Siqueira como ele mesmo
- Júlio Cocielo como ele mesmo
- Gabbie Fadel como ela mesma